# Rhaphidostegium vincentinum
Rhaphidostegium vincentinum là một loài rêu trong họ Sematophyllaceae. Loài này được (Mitt.) Besch. mô tả khoa học đầu tiên năm 1876.